# Einar Vilhjálmsson
Einar Vilhjálmsson (ur. 1 czerwca 1960 w Reykjaviku) – islandzki lekkoatleta specjalizujący się w rzucie oszczepem.
Trzykrotny uczestnik igrzysk olimpijskich: Los Angeles 1984, Seul 1988 i Barcelona 1992. W 1983 roku zajął czwarte miejsce podczas rozgrywanej w Edmonton uniwersjady. Rekord życiowy: 86,80 (30 sierpnia 1992, Reykjavik), wynik ten jest aktualnym rekordem Islandii.
Syn trójskoczka, medalisty olimpijskiego, Vilhjálmura Einarssona.
We wrześniu 2014 został wybrany na prezesa islandzkiego związku lekkoatletycznego.